# СССР на летних Олимпийских играх 1980
Летние Олимпийские игры 1980 года проходили в СССР. Советская делегация состояла из 514 человек. Знаменосцем сборной на церемонии открытия был Николай Балбошин. Сборная СССР принимала участие в соревнованиях по 21 видам, завоевав 195 медалей, из них 80 золотых, 69 серебряных и 46 бронзовых и уверенно заняла первое место в медальном зачёте. Примечательно, что советские спортсмены выиграли медали во всех видах спорта, представленных на Играх 1980 года.

## Медали спортсменов СССР по республикам и городам союзного значения[2]
| Республика или город | Участники | Золото | Серебро | Бронза |
| -------------------- | --------- | ------ | ------- | ------ |
| Российская СФСР      | 118       | 36     | 23      | 27     |
| Москва               | 109       | 31     | 24      | 29     |
| Ленинград            | 40        | 19     | 21      | 5      |
| Украинская ССР       | 91        | 38     | 18      | 17     |
| Белорусская ССР      | 42        | 15     | 10      | 9      |
| Казахская ССР        | 20        | 6      | 3       | 7      |
| Грузинская ССР       | 17        | 3      | 4       | 5      |
| Литовская ССР        | 16        | 7      | 1       | 3      |
| Узбекская ССР        | 14        | 3      | 4       | 4      |
| Латвийская ССР       | 13        | 4      | 3       | 2      |
| Армянская ССР        | 9         | 2      | 2       | 2      |
| Эстонская ССР        | 8         | 2      | 1       | 1      |
| Киргизская ССР       | 6         | 4      | 1       | 1      |
| Азербайджанская ССР  | 5         | 1      | 3       | 2      |
| Таджикская ССР       | 2         | 2      | -       | 1      |
| Молдавская ССР       | 2         | 1      | -       | -      |
| Туркменская ССР      | -         | -      | -       | -      |

## Медалисты
| Медаль | Спортсмен                                                                                         | Вид спорта                  | Дисциплина                                       |
| ------ | ------------------------------------------------------------------------------------------------- | --------------------------- | ------------------------------------------------ |
| Золото | Владимир Смирнов                                                                                  | Фехтование                  | Мужчины, рапира, личное первенство               |
| Золото | Виктор Кровопусков                                                                                | Фехтование                  | Мужчины, сабля, личное первенство                |
| Золото | Виктор Кровопусков Михаил Бурцев Виктор Сидяк Владимир Назлымов Николай Алёхин                    | Фехтование                  | Мужчины, сабля, командное первенство             |
| Золото | Каныбек Осмоналиев                                                                                | Тяжёлая атлетика            | Мужчины, до 52 кг                                |
| Золото | Виктор Мазин                                                                                      | Тяжёлая атлетика            | Мужчины, до 60 кг                                |
| Золото | Юрик Варданян                                                                                     | Тяжёлая атлетика            | Мужчины, до 82,5 кг                              |
| Золото | Леонид Тараненко                                                                                  | Тяжёлая атлетика            | Мужчины, до 110 кг                               |
| Золото | Султан Рахманов                                                                                   | Тяжёлая атлетика            | Мужчины, свыше 110 кг                            |
| Золото | Кетеван Лосаберидзе                                                                               | Стрельба из лука            | Женщины, личное первенство                       |
| Золото | Виктор Власов                                                                                     | Стрельба                    | Мужчины, винтовка, 3 положения                   |
| Золото | Игорь Соколов                                                                                     | Стрельба                    | Мужчины, винтовка, «бегущий кабан»               |
| Золото | Александр Мелентьев                                                                               | Стрельба                    | Мужчины, произвольный пистолет                   |
| Золото | Александр Дитятин                                                                                 | Спортивная гимнастика       | Мужчины, личное первенство                       |
| Золото | Александр Дитятин Николай Андрианов Александр Ткачёв Эдуард Азарян Богдан Макуц Владимир Маркелов | Спортивная гимнастика       | Мужчины, командное первенство                    |
| Золото | Александр Дитятин                                                                                 | Спортивная гимнастика       | Мужчины, кольца                                  |
| Золото | Николай Андрианов                                                                                 | Спортивная гимнастика       | Мужчины, опорный прыжок                          |
| Золото | Александр Ткачёв                                                                                  | Спортивная гимнастика       | Мужчины, брусья                                  |
| Золото | Елена Давыдова                                                                                    | Спортивная гимнастика       | Женщины, личное первенство                       |
| Золото | Елена Давыдова Наталья Шапошникова Нелли Ким Мария Филатова Стелла Захарова Елена Наймушина       | Спортивная гимнастика       | Женщины, командное первенство                    |
| Золото | Наталья Шапошникова                                                                               | Спортивная гимнастика       | Женщины, опорный прыжок                          |
| Золото | Нелли Ким                                                                                         | Спортивная гимнастика       | Женщины, вольные упражнения                      |
| Золото | Анатолий Старостин                                                                                | Современное пятиборье       | Мужчины, личное первенство                       |
| Золото | Анатолий Старостин Павел Леднёв Евгений Липеев                                                    | Современное пятиборье       | Мужчины, командное первенство                    |
| Золото | Александр Портнов                                                                                 | Прыжки в воду               | Мужчины, трамплин                                |
| Золото | Ирина Калинина                                                                                    | Прыжки в воду               | Женщины, трамплин                                |
| Золото | Сергей Копляков                                                                                   | Плавание                    | Мужчины, 200 м вольным стилем                    |
| Золото | Владимир Сальников                                                                                | Плавание                    | Мужчины, 400 м вольным стилем                    |
| Золото | Владимир Сальников                                                                                | Плавание                    | Мужчины, 1500 м вольным стилем                   |
| Золото | Робертас Жулпа                                                                                    | Плавание                    | Мужчины, 200 м брассом                           |
| Золото | Сергей Фесенко                                                                                    | Плавание                    | Мужчины, 200 м баттерфляем                       |
| Золото | Александр Сидоренко                                                                               | Плавание                    | Мужчины, 400 м комплексным плаванием             |
| Золото | Сергей Копляков Владимир Сальников Ивар Стуколкин Андрей Крылов                                   | Плавание                    | Мужчины, эстафета 4 x 200 м вольным стилем       |
| Золото | Лина Качюшите                                                                                     | Плавание                    | Женщины, 200 м брассом                           |
| Золото | Валентин Манкин Александр Музыченко                                                               | Парусный спорт              | Класс «Звёздный»                                 |
| Золото | Виктор Маркин                                                                                     | Лёгкая атлетика             | Мужчины, 400 м                                   |
| Золото | Владимир Муравьев Александр Аксинин Андрей Прокофьев Николай Сидоров                              | Лёгкая атлетика             | Мужчины, эстафета 4 x 100 м                      |
| Золото | Виктор Маркин Римигиюс Валюлис Михаил Линге Николай Чернецкий                                     | Лёгкая атлетика             | Мужчины, эстафета 4 x 400 м                      |
| Золото | Яак Уудмяэ                                                                                        | Лёгкая атлетика             | Мужчины, тройной прыжок                          |
| Золото | Владимир Киселёв                                                                                  | Лёгкая атлетика             | Мужчины, толкание ядра                           |
| Золото | Виктор Ращупкин                                                                                   | Лёгкая атлетика             | Мужчины, метание диска                           |
| Золото | Дайнис Кула                                                                                       | Лёгкая атлетика             | Мужчины, метание копья                           |
| Золото | Юрий Седых                                                                                        | Лёгкая атлетика             | Мужчины, метание молота                          |
| Золото | Людмила Кондратьева                                                                               | Лёгкая атлетика             | Женщины, 100 м                                   |
| Золото | Надежда Олизаренко                                                                                | Лёгкая атлетика             | Женщины, 800 м                                   |
| Золото | Татьяна Казанкина                                                                                 | Лёгкая атлетика             | Женщины, 1500 м                                  |
| Золото | Вера Комисова                                                                                     | Лёгкая атлетика             | Женщины, 100 м с барьерами                       |
| Золото | Татьяна Пророченко Татьяна Гойщик Нина Зюськова Ирина Назарова                                    | Лёгкая атлетика             | Женщины, эстафета 4 x 400 м                      |
| Золото | Татьяна Колпакова                                                                                 | Лёгкая атлетика             | Женщины, прыжки в длину                          |
| Золото | Надежда Ткаченко                                                                                  | Лёгкая атлетика             | Женщины, пятиборье                               |
| Золото | Юрий Ковшов Виктор Угрюмов Вера Мисевич                                                           | Конный спорт                | Выездка, командное первенство                    |
| Золото | Вячеслав Чуканов Виктор Погановский Виктор Асмаев Николай Корольков                               | Конный спорт                | Конкур, командное первенство                     |
| Золото | Александр Блинов Юрий Сальников Валерий Волков Сергей Рогожин                                     | Конный спорт                | Троеборье, командное первенство                  |
| Золото | Николай Солодухин                                                                                 | Дзюдо                       | Мужчины, до 65 кг                                |
| Золото | Шота Хабарели                                                                                     | Дзюдо                       | Мужчины, до 78 кг                                |
| Золото | Елена Хлопцева Лариса Попова                                                                      | Академическая гребля        | Женщины, парная двойка                           |
| Золото | Владимир Парфенович                                                                               | Гребля на байдарках и каноэ | Мужчины, байдарка-одиночка, 500 м                |
| Золото | Владимир Парфенович Сергей Чухрай                                                                 | Гребля на байдарках и каноэ | Мужчины, байдарка-двойка, 500 м                  |
| Золото | Владимир Парфенович Сергей Чухрай                                                                 | Гребля на байдарках и каноэ | Мужчины, байдарка-двойка, 1000 м                 |
| Золото | Сергей Пострехин                                                                                  | Гребля на байдарках и каноэ | Мужчины, каноэ-одиночка, 500 м                   |
| Золото | Сборная                                                                                           | Гандбол                     | Женщины                                          |
| Золото | Сборная                                                                                           | Волейбол                    | Мужчины                                          |
| Золото | Сборная                                                                                           | Волейбол                    | Женщины                                          |
| Золото | Сборная                                                                                           | Водное поло                 | Мужчины                                          |
| Золото | Виктор Манаков Валерий Мовчан Владимир Осокин Виталий Петраков                                    | Велоспорт                   | Мужчины, командная гонка преследования на 4000 м |
| Золото | Сергей Сухорученков                                                                               | Велоспорт                   | Мужчины, групповая шоссейная гонка               |
| Золото | Юрий Каширин Олег Логвин Сергей Шелпаков Анатолий Яркин                                           | Велоспорт                   | Мужчины, командная шоссейная гонка               |
| Золото | Жаксылык Ушкемпиров                                                                               | Греко-римская борьба        | Мужчины, до 48 кг                                |
| Золото | Вахтанг Благидзе                                                                                  | Греко-римская борьба        | Мужчины, до 52 кг                                |
| Золото | Шамиль Сериков                                                                                    | Греко-римская борьба        | Мужчины, до 57 кг                                |
| Золото | Геннадий Корбан                                                                                   | Греко-римская борьба        | Мужчины, до 82 кг                                |
| Золото | Александр Колчинский                                                                              | Греко-римская борьба        | Мужчины, свыше 100 кг                            |
| Золото | Анатолий Белоглазов                                                                               | Вольная борьба              | Мужчины, до 52 кг                                |
| Золото | Сергей Белоглазов                                                                                 | Вольная борьба              | Мужчины, до 57 кг                                |
| Золото | Магомед-Гасан Абушев                                                                              | Вольная борьба              | Мужчины, до 62 кг                                |
| Золото | Сайпулла Абсаидов                                                                                 | Вольная борьба              | Мужчины, до 68 кг                                |
| Золото | Санасар Оганисян                                                                                  | Вольная борьба              | Мужчины, до 90 кг                                |
| Золото | Илья Мате                                                                                         | Вольная борьба              | Мужчины, до 100 кг                               |
| Золото | Сослан Андиев                                                                                     | Вольная борьба              | Мужчины, свыше 100 кг                            |
| Золото | Шамиль Сабиров                                                                                    | Бокс                        | Мужчины, до 48 кг                                |
| Золото | Сборная                                                                                           | Баскетбол                   | Женщины                                          |

| Медаль  | Спортсмен | Вид спорта                  | Дисциплина                                        |
| ------- | --- | --------------------------- | ------------------------------------------------- |
| Серебро | Владимир Смирнов Александр Романьков Сабиржан Рузиев Ашот Карагян Владимир Лапицкий                                                        | Фехтование                  | Мужчины, рапира, командное первенство             |
| Серебро | Михаил Бурцев | Фехтование                  | Мужчины, сабля, личное первенство                 |
| Серебро | Валентина Сидорова Наиля Гилязова Елена Белова Ирина Ушакова Лариса Цагараева                                                              | Фехтование                  | Женщины, рапира, командное первенство             |
| Серебро | Юрик Саркисян | Тяжёлая атлетика            | Мужчины, до 56 кг                                 |
| Серебро | Александр Первий | Тяжёлая атлетика            | Мужчины, до 75 кг                                 |
| Серебро | Игорь Никитин | Тяжёлая атлетика            | Мужчины, до 100 кг                                |
| Серебро | Рустам Ямбулатов | Стрельба                    | Мужчины, траншейный стенд                         |
| Серебро | Борис Исаченко | Стрельба из лука            | Мужчины, личное первенство                        |
| Серебро | Наталья Бутузова | Стрельба из лука            | Женщины, личное первенство                        |
| Серебро | Николай Андрианов | Спортивная гимнастика       | Мужчины, личное первенство                        |
| Серебро | Николай Андрианов | Спортивная гимнастика       | Мужчины, вольные упражнения                       |
| Серебро | Александр Дитятин | Спортивная гимнастика       | Мужчины, конь                                     |
| Серебро | Александр Ткачёв | Спортивная гимнастика       | Мужчины, кольца                                   |
| Серебро | Александр Дитятин | Спортивная гимнастика       | Мужчины, опорный прыжок                           |
| Серебро | Александр Дитятин | Спортивная гимнастика       | Мужчины, брусья                                   |
| Серебро | Александр Дитятин | Спортивная гимнастика       | Мужчины, перекладина                              |
| Серебро | Елена Давыдова | Спортивная гимнастика       | Женщины, бревно                                   |
| Серебро | Владимир Алейник | Прыжки в воду               | Мужчины, вышка                                    |
| Серебро | Сирвард Эмирзян | Прыжки в воду               | Женщины, вышка                                    |
| Серебро | Андрей Крылов | Плавание                    | Мужчины, 200 м вольным стилем                     |
| Серебро | Андрей Крылов | Плавание                    | Мужчины, 400 м вольным стилем                     |
| Серебро | Александр Чаев | Плавание                    | Мужчины, 1500 м вольным стилем                    |
| Серебро | Арсен Мискаров | Плавание                    | Мужчины, 100 м брассом                            |
| Серебро | Виктор Кузнецов | Плавание                    | Мужчины, 100 м на спине                           |
| Серебро | Сергей Фесенко | Плавание                    | Мужчины, 400 м комплексным плаванием              |
| Серебро | Виктор Кузнецов Арсен Мискаров Евгений Середин Сергей Копляков                                                                             | Плавание                    | Мужчины, эстафета 4 x 100 м комплексным плаванием |
| Серебро | Эльвира Василькова | Плавание                    | Женщины, 100 м брассом                            |
| Серебро | Светлана Варганова | Плавание                    | Женщины, 200 м брассом                            |
| Серебро | Александр Будников Борис Будников Николай Поляков                                                                                          | Парусный спорт              | Класс «Солинг»                                    |
| Серебро | Василий Архипенко | Лёгкая атлетика             | Мужчины, 400 м с барьерами                        |
| Серебро | Пётр Поченчук | Лёгкая атлетика             | Мужчины, ходьба 20 км                             |
| Серебро | Виктор Санеев | Лёгкая атлетика             | Мужчины, тройной прыжок                           |
| Серебро | Константин Волков | Лёгкая атлетика             | Мужчины, прыжки с шестом                          |
| Серебро | Александр Макаров | Лёгкая атлетика             | Мужчины, метание копья                            |
| Серебро | Сергей Литвинов | Лёгкая атлетика             | Мужчины, метание молота                           |
| Серебро | Юрий Куценко | Лёгкая атлетика             | Мужчины, десятиборье                              |
| Серебро | Наталья Бочина | Лёгкая атлетика             | Женщины, 200 м                                    |
| Серебро | Ольга Минеева | Лёгкая атлетика             | Женщины, 800 м                                    |
| Серебро | Вера Комисова Людмила Маслакова Вера Анисимова Наталья Бочина                                                                              | Лёгкая атлетика             | Женщины, эстафета 4 x 100 м                       |
| Серебро | Светлана Крачевская | Лёгкая атлетика             | Женщины, толкание ядра                            |
| Серебро | Саида Гунба | Лёгкая атлетика             | Женщины, метание копья                            |
| Серебро | Ольга Рукавишникова | Лёгкая атлетика             | Женщины, пятиборье                                |
| Серебро | Юрий Ковшов | Конный спорт                | Выездка, личное первенство                        |
| Серебро | Николай Корольков | Конный спорт                | Конкур, личное первенство                         |
| Серебро | Александр Блинов | Конный спорт                | Троеборье, личное первенство                      |
| Серебро | Тенгиз Хубулури | Дзюдо                       | Мужчины, до 95 кг                                 |
| Серебро | Василий Якуша | Академическая гребля        | Мужчины, одиночка                                 |
| Серебро | Юрий Пименов Николай Пименов | Академическая гребля        | Мужчины, двойка распашная без рулевого            |
| Серебро | Виктор Переверзев Александр Лукьянов Геннадий Крючкин                                                                                      | Академическая гребля        | Мужчины, двойка распашная с рулевым               |
| Серебро | Юрий Шапочка Евгений Барбаков Николай Довгань Валерий Клешнёв                                                                              | Академическая гребля        | Мужчины, четверка парная                          |
| Серебро | Алексей Камкин Виталий Елисеев Валерий Долинин Александр Кулагин                                                                           | Академическая гребля        | Мужчины, четверка распашная без рулевого          |
| Серебро | Артур Гаронскис Юрис Берзиньш Дзинтарс Кришанис Димант Кришанис Жоржс Тикмерс                                                              | Академическая гребля        | Мужчины, четверка распашная с рулевым             |
| Серебро | Антонина Махина | Академическая гребля        | Женщины, одиночка                                 |
| Серебро | Антонина Пустовит Ольга Васильченко Надежда Любимова Елена Матиевская Нина Черемисина                                                      | Академическая гребля        | Женщины, четверка парная с рулевой                |
| Серебро | Ольга Пивоварова Мария Пазюн Нина Преображенская Надежда Прищепа Татьяна Стеценко Елена Терёшина Нина Уманец Нина Фролова Валентина Жулина | Академическая гребля        | Женщины, восьмерка                                |
| Серебро | Сергей Пострехин | Гребля на байдарках и каноэ | Мужчины, каноэ-одиночка, 1000 м                   |
| Серебро | Галина Алексеева Нина Трофимова | Гребля на байдарках и каноэ | Женщины, байдарка-двойка, 500 м                   |
| Серебро | Сборная | Гандбол                     | Мужчины                                           |
| Серебро | Александр Панфилов | Велоспорт                   | Мужчины, гит с места 1000 м                       |
| Серебро | Магомедхан Арацилов | Вольная борьба              | Мужчины, до 82 кг                                 |
| Серебро | Анатолий Быков | Греко-римская борьба        | Мужчины, до 74 кг                                 |
| Серебро | Игорь Каныгин | Греко-римская борьба        | Мужчины, до 90 кг                                 |
| Серебро | Виктор Мирошниченко | Бокс                        | Мужчины, до 51 кг                                 |
| Серебро | Виктор Демьяненко | Бокс                        | Мужчины, до 60 кг                                 |
| Серебро | Серик Конакбаев | Бокс                        | Мужчины, до 63,5 кг                               |
| Серебро | Александр Кошкин | Бокс                        | Мужчины, до 71 кг                                 |
| Серебро | Виктор Савченко | Бокс                        | Мужчины, до 75 кг                                 |
| Серебро | Пётр Заев | Бокс                        | Мужчины, свыше 81 кг                              |

| Медаль | Спортсмен | Вид спорта                  | Дисциплина                            |
| ------ | --- | --------------------------- | ------------------------------------- |
| Бронза | Сборная | Хоккей на траве             | Мужчины                               |
| Бронза | Сборная | Хоккей на траве             | Женщины                               |
| Бронза | Сборная | Футбол                      | Мужчины                               |
| Бронза | Александр Романьков | Фехтование                  | Мужчины, рапира, личное первенство    |
| Бронза | Владимир Смирнов Борис Лукомский Александр Абушахметов Ашот Карагян Александр Можаев                                                               | Фехтование                  | Мужчины, шпага, командное первенство  |
| Бронза | Александр Газов | Стрельба                    | Мужчины, винтовка, «Бегущий кабан»    |
| Бронза | Александр Дитятин | Спортивная гимнастика       | Мужчины, вольные упражнения           |
| Бронза | Николай Андрианов | Спортивная гимнастика       | Мужчины, перекладина                  |
| Бронза | Наталья Шапошникова | Спортивная гимнастика       | Женщины, бревно                       |
| Бронза | Наталья Шапошникова | Спортивная гимнастика       | Женщины, вольные упражнения           |
| Бронза | Мария Филатова | Спортивная гимнастика       | Женщины, брусья                       |
| Бронза | Павел Леднёв | Современное пятиборье       | Мужчины, командное первенство         |
| Бронза | Давид Амбарцумян | Прыжки в воду               | Мужчины, вышка                        |
| Бронза | Лиана Цотадзе | Прыжки в воду               | Женщины, вышка                        |
| Бронза | Ивар Стуколкин | Плавание                    | Мужчины, 400 м вольным стилем         |
| Бронза | Арсен Мискаров | Плавание                    | Мужчины, 200 м брассом                |
| Бронза | Владимир Долгов | Плавание                    | Мужчины, 100 м на спине               |
| Бронза | Юлия Богданова | Плавание                    | Женщины, 200 м брассом                |
| Бронза | Елена Круглова Эльвира Василькова Алла Грищенкова Наталья Струнникова                                                                              | Плавание                    | Женщины, эстафета 4 x 100 м           |
| Бронза | Андрей Балашов | Парусный спорт              | Клас «Финн»                           |
| Бронза | Николай Киров | Лёгкая атлетика             | Мужчины, 800 м                        |
| Бронза | Александр Пучков | Лёгкая атлетика             | Мужчины, 110 м с барьерами            |
| Бронза | Сатымкул Джуманазаров | Лёгкая атлетика             | Мужчины, марафон                      |
| Бронза | Евгений Ивченко | Лёгкая атлетика             | Мужчины, ходьба 50 км                 |
| Бронза | Юри Тамм | Лёгкая атлетика             | Мужчины, метание молота               |
| Бронза | Сергей Желанов | Лёгкая атлетика             | Мужчины, десятиборье                  |
| Бронза | Татьяна Провидохина | Лёгкая атлетика             | Женщины, 800 м                        |
| Бронза | Надежда Олизаренко | Лёгкая атлетика             | Женщины, 1500 м                       |
| Бронза | Татьяна Скачко | Лёгкая атлетика             | Женщины, прыжки в длину               |
| Бронза | Татьяна Лесовая | Лёгкая атлетика             | Женщины, метание диска                |
| Бронза | Ольга Курагина | Лёгкая атлетика             | Женщины, пятиборье                    |
| Бронза | Виктор Угрюмов | Конный спорт                | Выездка, личное первенство            |
| Бронза | Юрий Сальников | Конный спорт                | Троеборье, личное первенство          |
| Бронза | Арамбий Емиж | Дзюдо                       | Мужчины, до 60 кг                     |
| Бронза | Александр Яцкевич | Дзюдо                       | Мужчины, до 86 кг                     |
| Бронза | Йонас Пинскус Виктор Какошин Григорий Дмитренко Андрей Лугин Игорь Майстренко Александр Манцевич Йонас Нармонтас Александр Ткаченко Андрей Тищенко | Академическая гребля        | Мужчины, восьмёрка                    |
| Бронза | Мария Фадеева Светлана Семёнова Галина Советникова Марина Студнева Нина Черемисина                                                                 | Академическая гребля        | Женщины, четвёрка распашная с рулевым |
| Бронза | Василий Юрченко Юрий Лобанов | Гребля на байдарках и каноэ | Мужчины, каноэ-двойка, 1000 м         |
| Бронза | Антонина Мельникова | Гребля на байдарках и каноэ | Женщины, байдарка-одиночка, 500 м     |
| Бронза | Сергей Копылов | Велоспорт                   | Мужчины, спринтерская гонка 1000 м    |
| Бронза | Юрий Баринов | Велоспорт                   | Мужчины, групповая шоссейная гонка    |
| Бронза | Борис Крамаренко | Греко-римская борьба        | Мужчины, до 62 кг                     |
| Бронза | Сергей Корнилаев | Вольная борьба              | Мужчины, до 48 кг                     |
| Бронза | Виктор Рыбаков | Бокс                        | Мужчины, до 57 кг                     |
| Бронза | Сборная | Баскетбол                   | Мужчины                               |

### Медали по видам спорта
| Спорт                       | Золото | Серебро | Бронза | Всего |
| --------------------------- | ------ | ------- | ------ | ----- |
| Лёгкая атлетика             | 15     | 14      | 12     | 41    |
| Борьба                      | 12     | 3       | 2      | 17    |
| Спортивная гимнастика       | 9      | 8       | 5      | 22    |
| Плавание                    | 8      | 9       | 5      | 22    |
| Тяжёлая атлетика            | 5      | 3       | 0      | 8     |
| Гребля на байдарках и каноэ | 4      | 2       | 2      | 8     |
| Конный спорт                | 3      | 3       | 2      | 8     |
| Фехтование                  | 3      | 3       | 2      | 8     |
| Велоспорт                   | 3      | 1       | 2      | 6     |
| Стрельба                    | 3      | 1       | 1      | 5     |
| Прыжки в воду               | 2      | 2       | 2      | 6     |
| Дзюдо                       | 2      | 1       | 2      | 5     |
| Современное пятиборье       | 2      | 0       | 1      | 3     |
| Волейбол                    | 2      | 0       | 0      | 2     |
| Академическая гребля        | 1      | 9       | 2      | 12    |
| Бокс                        | 1      | 6       | 1      | 8     |
| Стрельба из лука            | 1      | 2       | 0      | 3     |
| Парусный спорт              | 1      | 1       | 1      | 3     |
| Гандбол                     | 1      | 1       | 0      | 2     |
| Баскетбол                   | 1      | 0       | 1      | 2     |
| Водное поло                 | 1      | 0       | 0      | 1     |
| Хоккей на траве             | 0      | 0       | 2      | 2     |
| Футбол                      | 0      | 0       | 1      | 1     |

| Имя                 | Вид спорта                  |   |   |   | Итого |
| ------------------- | --------------------------- | - | - | - | ----- |
| Александр Дитятин   | Гимнастика                  | 3 | 4 | 1 | 8     |
| Владимир Сальников  | Плавание                    | 3 | 0 | 0 | 3     |
| Владимир Парфенович | Гребля на байдарках и каноэ | 3 | 0 | 0 | 3     |
| Николай Андрианов   | Гимнастика                  | 2 | 2 | 1 | 5     |
| Александр Ткачёв    | Гимнастика                  | 2 | 1 | 0 | 3     |
| Елена Давыдова      | Гимнастика                  | 2 | 1 | 0 | 3     |
| Сергей Копляков     | Плавание                    | 2 | 1 | 0 | 3     |
| Наталья Шапошникова | Гимнастика                  | 2 | 0 | 2 | 4     |
| Виктор Кровопусков  | Фехтование                  | 2 | 0 | 0 | 2     |
| Нелли Ким           | Гимнастика                  | 2 | 0 | 0 | 2     |
| Анатолий Старостин  | Современное пятиборье       | 2 | 0 | 0 | 2     |
| Виктор Маркин       | Лёгкая атлетика             | 2 | 0 | 0 | 2     |
| Сергей Чухрай       | Гребля на байдарках и каноэ | 2 | 0 | 0 | 2     |
| Андрей Крылов       | Плавание                    | 1 | 2 | 0 | 3     |
| Владимир Смирнов    | Фехтование                  | 1 | 1 | 1 | 3     |
| Михаил Бурцев       | Фехтование                  | 1 | 1 | 0 | 2     |
| Сергей Фесенко      | Плавание                    | 1 | 1 | 0 | 2     |
| Ольга Минеева       | Лёгкая атлетика             | 1 | 1 | 0 | 2     |
| Вера Комисова       | Лёгкая атлетика             | 1 | 1 | 0 | 2     |
| Юрий Ковшов         | Конный спорт                | 1 | 1 | 0 | 2     |
| Александр Блинов    | Конный спорт                | 1 | 1 | 0 | 2     |
| Николай Корольков   | Конный спорт                | 1 | 1 | 0 | 2     |
| Сергей Пострехин    | Гребля на байдарках и каноэ | 1 | 1 | 0 | 2     |
| Мария Филатова      | Гимнастика                  | 1 | 0 | 1 | 2     |
| Павел Леднёв        | Современное пятиборье       | 1 | 0 | 1 | 2     |
| Ивар Стуколкин      | Плавание                    | 1 | 0 | 1 | 2     |
| Надежда Олизаренко  | Лёгкая атлетика             | 1 | 0 | 1 | 2     |
| Виктор Угрюмов      | Конный спорт                | 1 | 0 | 1 | 2     |
| Юрий Сальников      | Конный спорт                | 1 | 0 | 1 | 2     |
| Арсен Мискаров      | Плавание                    | 0 | 2 | 1 | 3     |
| Виктор Кузнецов     | Плавание                    | 0 | 2 | 0 | 2     |
| Наталья Бочина      | Лёгкая атлетика             | 0 | 2 | 0 | 2     |
| Александр Романьков | Фехтование                  | 0 | 1 | 1 | 2     |
| Нина Черемисина     | Академическая гребля        | 0 | 1 | 1 | 2     |

## Результаты соревнований

### Академическая гребля
В следующий раунд из каждого заезда проходили несколько лучших экипажей (в зависимости от дисциплины). В финал A выходили 6 сильнейших экипажей, ещё 6 экипажей, выбывших в полуфинале, распределяли места в малом финале B
Мужчины
| Соревнование | Спортсмены                   | Предварительный заезд | Предварительный заезд | Предварительный заезд | Отборочный заезд | Отборочный заезд | Отборочный заезд | Полуфинал | Полуфинал | Полуфинал | Финал   | Финал   | Итоговое место |
| Соревнование | Спортсмены                   | Заезд                 | Время                 | Место                 | Заезд            | Время            | Место            | Заезд     | Время     | Место     | Время   | Место   | Итоговое место |
| ------------ | ---------------------------- | --------------------- | --------------------- | --------------------- | ---------------- | ---------------- | ---------------- | --------- | --------- | --------- | ------- | ------- | -------------- |
| одиночки     | Василий Якуша                | 3                     | 7:47,15               | 1 Q                   | не участвовал    | не участвовал    | не участвовал    | 1         | 7:15,14   | 2 QA      | Финал A | Финал A | 2              |
| одиночки     | Василий Якуша                | 3                     | 7:47,15               | 1 Q                   | не участвовал    | не участвовал    | не участвовал    | 1         | 7:15,14   | 2 QA      | 7:11,66 | 2       | 2              |
| двойки       | Юрий Пименов Николай Пименов | 2                     | 7:25,09               | 1 Q                   | не участвовали   | не участвовали   | не участвовали   | 2         | 6:52,11   | 1 QA      | Финал A | Финал A | 2              |
| двойки       | Юрий Пименов Николай Пименов | 2                     | 7:25,09               | 1 Q                   | не участвовали   | не участвовали   | не участвовали   | 2         | 6:52,11   | 1 QA      | 6:50,50 | 2       | 2              |